# بندجاج (كاني سور)
بندجاج (بالفارسية: بندژاژ) هي قرية تقع في إيران في قسم کاني سور الريفي. يقدر عدد سكانها بـ 145 نسمة بحسب إحصاء 2016.